# Ben 10: Omniverse
Ben 10: Omniverse ist eine US-amerikanische Science-Fiction-Zeichentrickserie und eine Fortsetzung bzw. Nachfolgeserie von Ben 10: Ultimate Alien. Die Serie aus dem Jahr 2012 handelt von dem 16-jährigen Ben Tennyson, der es mit neuen Feinden, unter anderen jemand namens Khyber, zu tun bekommt. Des Weiteren wurde Ben 10: Omniverse in veränderter Grafik hergestellt.

## Handlung
Als Ben bei einer Mission eine geheimnisvolle Alien-Stadt erkundet, trifft er auf „alte Bekannte“, die sich an ihm rächen wollen. Mit der Zeit wird Ben die Zielscheibe eines mysteriösen Jägers, der als Khyber bekannt ist.
Nachdem Gwen auf ein entferntes College gewechselt hat und Kevin mit ihr gegangen ist, um in ihrer Nähe zu sein, muss Ben vorerst alleine gegen böse Aliens kämpfen. Doch dann wird ihm Rook, der frisch von der Akademie kommt, von Opa Max zugewiesen. In ihm hat er einen neuen Freund, mit dem sich Ben in gefährliche Abenteuer stürzt.

## Synchronisation
| Rolle                    | Originalsprecher  | Deutscher Sprecher |
| ------------------------ | ----------------- | ------------------ |
| Ben Tennyson (16-jährig) | Yuri Lowenthal    | Roman Wolko        |
| Ben Tennyson (11-jährig) | Tara Strong       | Claudia Schmidt    |
| Rook Blonko              | Bumper Robinson   | Patrick Roche      |
| Gwen Tennyson            | Ashley Johnson    | Marieke Oeffinger  |
| Kevin Levin              | Greg Cipes        | Patrick Schröder   |
| Khyber                   | Dee Bradley Baker |                    |
| Fistina                  | Morgan Lofting    |                    |

## Omnitrix Start Aliens
Bens Aliens:
- Klotz: Kann seine Körperform komplett verändern; besteht rein aus Blöcken.
- Blitzschlag: Kann Energieangriffe absorbieren und sie ihn eigene Angriffe umwandeln; kann mit seinen Fingern und Dreadlocks Energie ableiten.
- Schockstrahler: Das Yeti-artige Alien kann riesige Mengen von Elektrizität, die er in Form von Energieblitzen umwandelt, auf Feinde feuern.
- Krake: Ist ein Alien, das 4 Arme besitzt und sehr stark ist.
- Inferno: Ist ein Alien, das wie ein brennender Mensch aus sieht.
- Gravitonner: Ist ein eigener Planet mit geschmolzenem Kern; Schwerkraftbasierte Kräfte; kann sich federleicht oder tonnenschwer machen.
- Kanonenkugel: Ist ein rundliches Wesen, das sich in eine Kugel verwandeln kann und in der Kugelform fast unzerstörbar ist

## DVD-Veröffentlichung

### Deutschland, Österreich und Schweiz
- Ben 10: Omniverse – Die komplette Staffel 1: Am 25. Oktober 2013 erschienen die Folgen 1 bis 20, nach der Produktionsnummer, auf vier DVD-Discs im Handel.